# Storvargtjärnen
Storvargtjärnen är en sjö i Åre kommun i Jämtland och ingår i Indalsälvens huvudavrinningsområde. Sjön har en area på 0,0865 kvadratkilometer och ligger 687,8 meter över havet. Storvargtjärnen ligger i Vålådalen Natura 2000-område. Sjön avvattnas av vattendraget Oterbäcken.

## Delavrinningsområde
Storvargtjärnen ingår i det delavrinningsområde (700441-136132) som SMHI kallar för Utloppet av Storvargtjärnen. Medelhöjden är 704 meter över havet och ytan är 1,54 kvadratkilometer. Det finns inga avrinningsområden uppströms utan avrinningsområdet är högsta punkten. Oterbäcken som avvattnar avrinningsområdet har biflödesordning 4, vilket innebär att vattnet flödar genom totalt 4 vattendrag innan det når havet efter 324 kilometer. Avrinningsområdet består mestadels av skog (65 procent) och sankmarker (28 procent). Avrinningsområdet har 0,09 kvadratkilometer vattenytor vilket ger det en sjöprocent på 5,7 procent.